# Sarah Levy
Sarah Levy (Toronto, 10 settembre 1986) è un'attrice canadese, attiva in campo televisivo e cinematografico.

## Biografia
Sarah Levy è nata a Toronto, figlia di Eugene Levy e Deborah Devine e sorella minore di Dan Levy. Ha studiato alla Branksome Hall e recitazione alla Dalhousie University.
Ha fatto il suo debutto nel mondo dello spettacolo nel 2005, come assistente del padre sul set de Il ritorno della scatenata dozzina, mentre nel 2011 ha fatto il suo esordio come attrice nel film L'amore all'improvviso - Larry Crowne e nella serie TV XIII. È nota soprattutto per il ruolo di Twyla in Schitt's Creek, che ha interpretato per oltre cinquanta episodi tra il 2015 e il 2020.

### Vita privata
Si è sposata con l'attore Graham Outerbridge nell'ottobre 2021 e il 5 luglio 2022 ha annunciato su Instagram di aver avuto con lui un figlio.

## Filmografia parziale

### Cinema
- L'amore all'improvviso - Larry Crowne (Larry Crowne), regia di Tom Hanks (2011)
- The Monkey, regia di Oz Perkins (2025)

### Televisione
- XIII – serie TV, 1 episodio (2011)
- Schitt's Creek – serie TV, 58 episodi (2015-2020)
- Agenzia Roman - Case infestate (SurrealEstate) - serie TV (2021-in corso)

## Doppiatrici italiane
Nelle versioni in italiano delle opere in cui ha recitato, Sarah Levy è stata doppiata da:
- Ilaria Latini in Schitt's Creek
- Georgia Lepore in All Rise
- Gemma Donati in Agenzia Roman - Case infestate vendesi
- Sara Vitagliano in The Monkey